# Dorothea Röschmann
Dorothea Röschmann, född 17 juni 1967, är en tysk operasopran från Flensburg.